# Convenzione di Tientsin
La convenzione di Tientsin (in giapponese: 天津条約?) o convenzione Li-Itō fu un accordo firmato dalla Cina e dall'Impero giapponese a Tientsin il 18 aprile 1885.
In seguito al colpo di stato di Gapsin avvenuto a Seul nel 1884, le tensioni tra la Cina e il Giappone, che tentavano di imporre il proprio controllo sulla dinastia coreana Joseon e sulla sua famiglia reale, si erano acuite. Il colpo di stato, volto a riformare e modernizzare la Corea, era stato sostenuto dai giapponesi ed era fallito a seguito dell'invio di 1500 soldati cinesi sotto il comando di Yuan Shikai. I giapponesi e i golpisti fuggirono in Giappone.
La cacciata dei soldati giapponesi da parte delle truppe cinesi aumentò notevolmente la tensione tra le due potenze. Dopo lunghi negoziati, il giapponese Itō Hirobumi e il cinese Li Hongzhang tentarono di allentare le tensioni firmando un accordo in base al quale:
- entrambe le nazioni avrebbero ritirato entro quattro mesi le loro forze di spedizione dalla Corea;
- a Re Gojong sarebbe stato consigliato di assumere istruttori militari di una nazione terza per l'addestramento dell'esercito coreano;
- nessuna delle due nazioni avrebbe inviato truppe in Corea senza una preventiva notifica all'altra.

La convenzione eliminò di fatto la pretesa della Cina di avere un'influenza esclusiva sulla dinastia Joseon e rese la Corea un co-protettorato della Cina e del Giappone. Il risultato immediato fu un aumento dell'influenza cinese sulla Corea. Yuan Shikai fu nominato residente imperiale a Seul, de facto un direttore degli affari coreani che impose politiche gradite alla Cina.